# 3268 Де Санктіс
3268 Де Санктіс (3268 De Sanctis) — астероїд головного поясу, відкритий 26 лютого 1981 року.
Тіссеранів параметр щодо Юпітера — 3,541.